# Fiat 1600
La Fiat 1600 est un modèle spécifique à la filiale argentine du géant italien Fiat Auto, fabriqué sous licence par Fiat Concord entre 1969 et 1972 avant d'être remplacée par la Fiat 125.
Elle fut disponible en plusieurs carrosseries : berline, coupé sport et pick-up.

## Histoire
Dès 1966, la direction de Fiat Italie avait lancé l'étude du remplacement de sa gamme Fiat 1300/1500 dont les lignes avaient rapidement vieilli. La Fiat 124 avait déjà remplacé la Fiat 1300 mais il fallait inventer une nouvelle voiture plus importante pour la classe supérieure. La future Fiat 132 prenait du retard dans sa mise au point et les lignes de la carrosserie ne faisaient pas l'unanimité. Il fut alors demandé au bureau d'études de préparer rapidement une voiture dans la lignée de la 124 mais plus importante. Ainsi est née la Fiat 125 dont la plateforme reprenait celle, habilement modifiée et renforcée, de l'ancienne Fiat 1500.
Pressé par sa filiale argentine de remplacer sa version de la Fiat 1500 locale, en perte de vitesse face à la concurrence des modèles américains récents, Fiat décide de lancer en Argentine le même modèle qu'il avait conçu pour la Pologne, la Fiat 125P. Comme là bas, le volume des ventes programmé ne devait pas permettre d'amortir l'investissement industriel pour la production du nouveau moteur Fiat. Le projet consistait donc à implanter dans la carrosserie de la nouvelle 125 la mécanique de la 1500.
Ainsi est née en 1969 la Fiat 1600. Elle était équipée du moteur Fiat 115 C de 1.625 cm3, dérivé du moteur Fiat type 115 de 1.481 cm3, alimenté par un carburateur Weber DCHC 34, développant 88 ch à 5.300 tr/min et une vitesse de pointe de 155 km/h. Elle disposait d'une boîte de vitesses à quatre rapports synchronisés et de freins à disque à l'avant.

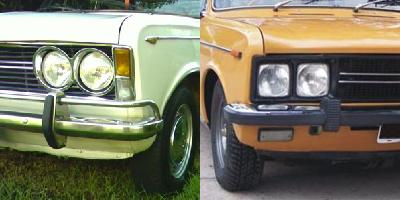
Vue comparative des phares avant de la Fiat 1600 à gauche et la Fiat 125 à droite

La caisse reposait sur une structure auto-portante offrant un habitacle extraordinairement spacieux.
L'année suivante, une version plus luxueuse et disposant de 90 ch à 5.200 tr/min a été lancée. La production des deux modèles a continué sans changements jusqu'au lancement de la Fiat 125 en 1972. Les différences entre les deux modèles furent mineures en apparence, les phares avant, ronds sur la 1600, prirent la forme carrée de l'original italien mais avec la calandre de la version 125 Special italienne. Le moteur sera le même que celui de la version italienne, le Fiat type 125 B de 1.608 cm3 à double arbre à cames en tête.

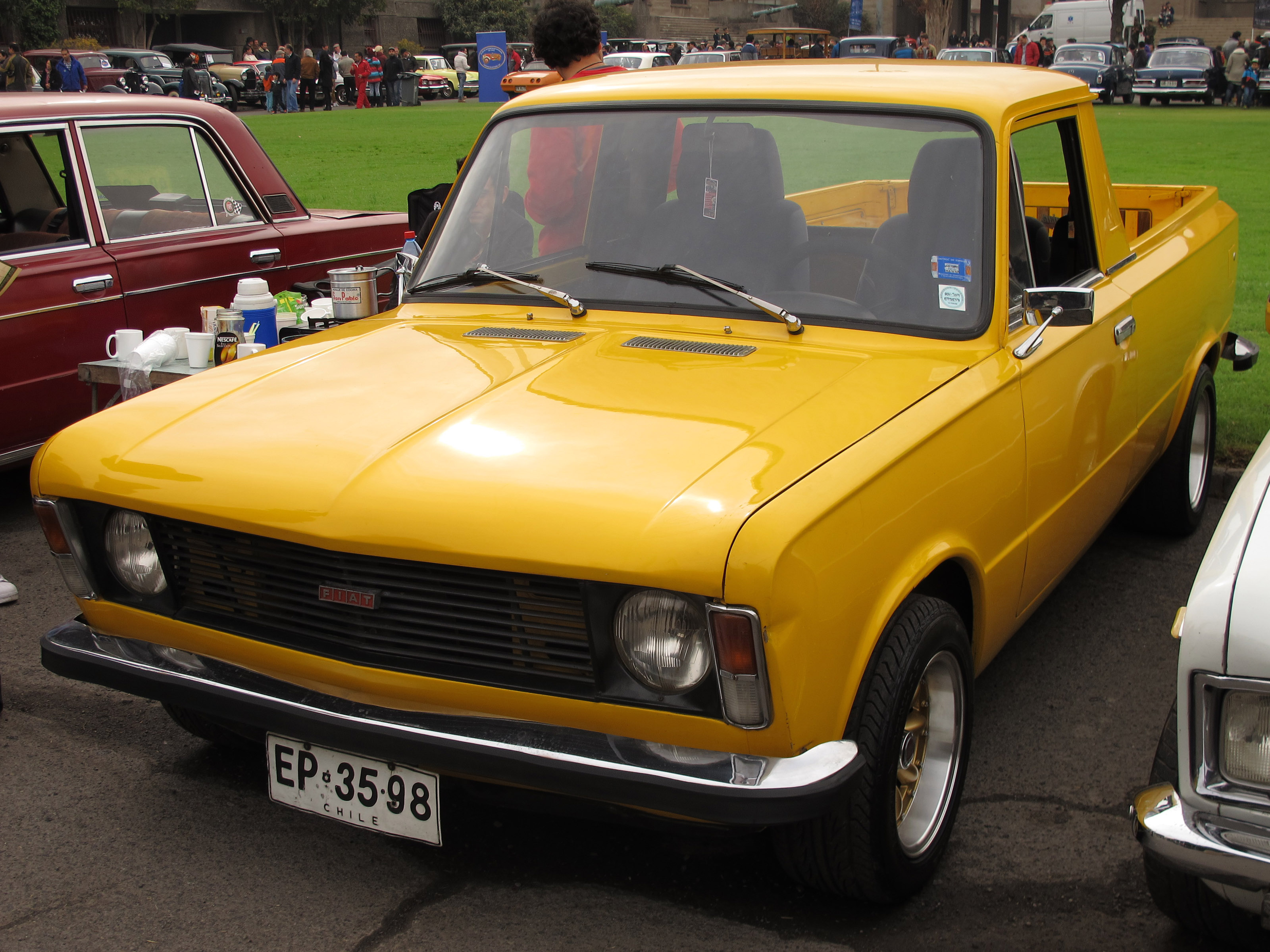
Un pick-up Fiat 125 Multicarga.

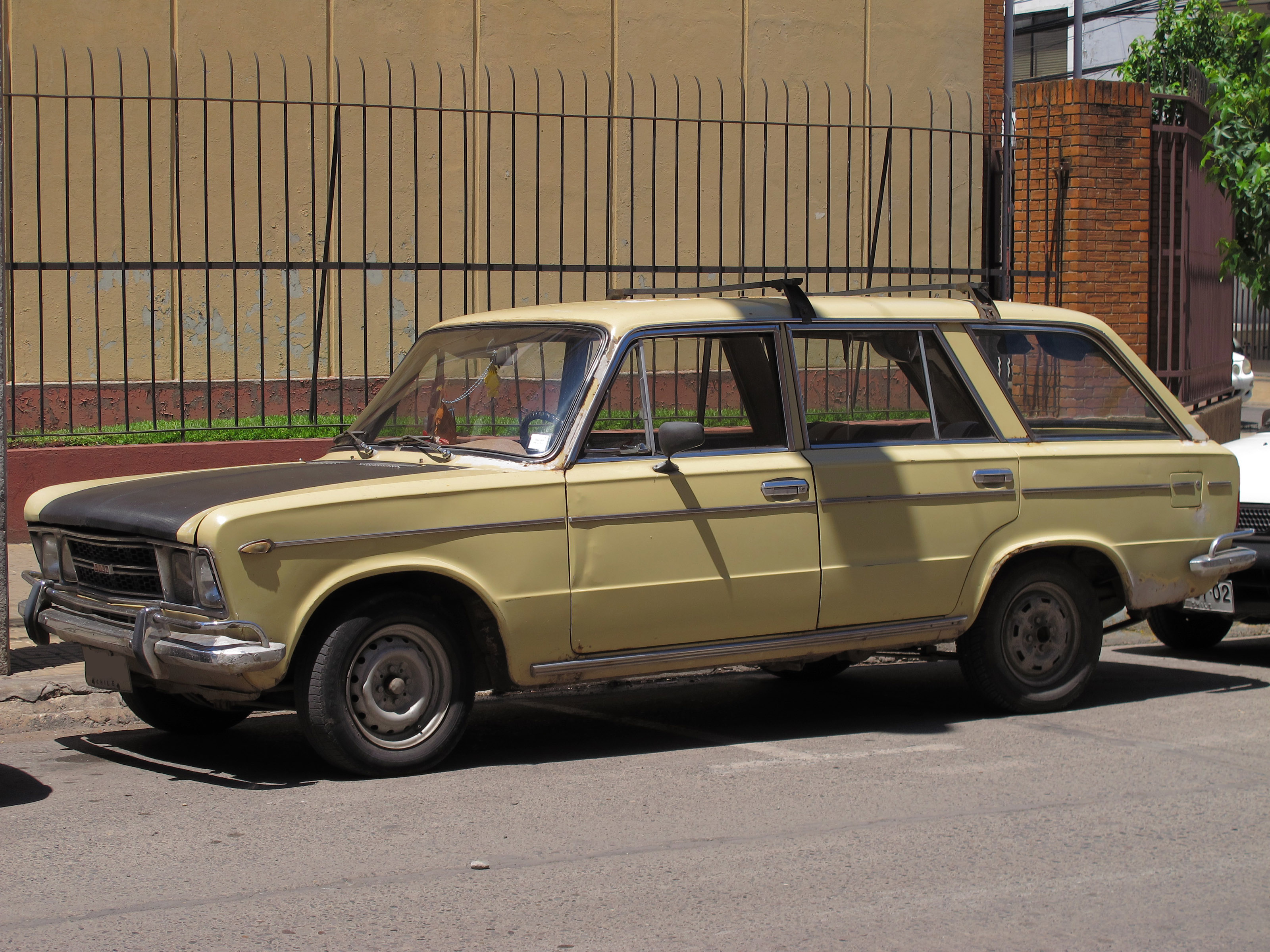
Une Fiat 125 Familiar.

## La Fiat 1600 Sport
Après avoir retenu le projet de Coupé de la Carrozzeria Vignale pour le modèle Fiat 1500 Coupé en 1965, la direction de Fiat Argentine, avec l'accord de la direction italienne, utilisa un dérivé de l'étude Vignale pour la réalisation de la Fiat 1600 Sport afin de ne pas avoir à verser de droits de licence à Vignale. Ce modèle sera uniquement produit en Argentine, l'équivalent italien utilise une carrosserie signée Pininfarina pour les Fiat 1500/1600 Coupé et Spider.
Toutes les carrosseries habillant les versions coupé sportifs de l'époque s'inspiraient de la Fiat 850 Coupé avec sa ligne très profilée et l'arrière tranché, baptisé "coda tronca" en Italie.
La nouvelle Fiat 1600 Sport a été dévoilée en fin d'année 1969 et lancée sur le marché argentin le 24 juillet 1970 avec le surnom de « Torinito ». Cette nouvelle carrosserie avait une meilleure aérodynamique à des vitesses élevées et offrait une plus grande adhérence aux roues arrière motrices. Pour la première fois en Argentine, un coupé était équipé en série de phares à iodes et des jantes en alliage recevant des pneumatiques de 175 mm de large. Équipée du même moteur que la berline, le Fiat 115C de 1.625 cm3 mais développant 95 Ch SAE à 5.300 tr/min avec un  carburateur Weber DCHC ou Solex C34 PARA 2, atteignant une vitesse maximale de 160 km/h.
Comme la berline, en 1972, la 1600 Sport est remplacée par la Fiat 125 Sport qui conservera quasiment la même carrosserie avec quelques modifications esthétiques.

## La Fiat 125
Après que la production de la Fiat 125 ait été arrêtée en Italie en 1972, la gamme Fiat 125 est lancée en Argentina où l'outillage a été transféré. Elle comprenait plusieurs versions inconnues en Europe et jamais fabriquées en Italie :
- Fiat 125 Berline, identique à l'original italien dans la version 125 Special, produite à partir de 1972,
- Fiat 125 Sport coupé, (voir article détaillé), produite dès 1972 jusqu'en 1978,
- Fiat 125 Familiar, une version break 5 portes, jamais produite en Italie,
- Fiat 125 Multicarga, une version Pick-up très prisée en Amérique du Sud.

En 1976, Fiat présente une version baptisée "Potenciado", comportant quelques différences esthétiques mais surtout dotée d'une motorisation plus puissante portée à 125 ch avec un taux de compression de 9:1.
En 1979, les appellations deviennent "S" pour la version standard et "SL" pour la version "Potenciado". L'année suivante, pour satisfaire à la demande des taxis, une version dite "économique" est commercialisée.
En 1980, la Fiat 125 est complètement remaniée et devient Fiat 125 Mirafiori. Les changements concernent notamment les phares avant qui perdent leurs doubles optiques carrées pour une seule grande optique rectangulaire, les pare-chocs chromés sont plus épais avec une bande de caoutchouc et intègrent à l'avant les feux de position et les clignotants. La mécanique conserve le même moteur mais reçoit une boîte de vitesses à 5 rapports, les sièges intègrent des appuis-tête en série tout comme le poste de radio AM/FM.
En 1982, pour sa dernière année de fabrication, la voiture offre la climatisation en option.

## Les grandes dates de la Fiat 1600 / 125 argentine
- 1969 - 28 novembre : sortie de la première Fiat 1600, équipée du moteur 1.625 cm3 dérivé de celui de la Fiat 1500,
- 1970 : version 1600/90 avec le moteur Fiat développant 90 ch,
- 1970 : la version coupé Sport est présentée,
- 1972 : la version "Multicarga" pick-up est lancée,
- 1972 : la Fiat 1600 est remplacée par la Fiat 125 dans ses versions berline, break et Coupé Sport,
- 1973 : la version Fiat 1600 Multicarga est remplacée par la Fiat 125 Multicarga, pick-up,
- 1976 : la variante "Potenciado" est lancée,
- 1977 : les dénominations Standard et Potenciado, deviennent "S" et "SL",
- 1980 : la gamme Fiat 125 est remplacée par la Fiat 125 Mirafiori dans les versions berline, break et Multicarga, le coupé sport n'est plus fabriqué,
- 1982 : arrêt de la production de la gamme Fiat 125 Mirafiori après une production de 188 971 exemplaires.